# Bicha de Balazote
La Bicha di Balazote è una scultura iberica ritrovata nei pressi della cittadina di Balazote, nella provincia di Albacete in Spagna. La statua è stata inizialmente studiata da un gruppo di archeologi francesi, che lo identificò come una specie di cervo, (biche in francese), che è stato poi spagnolizzato in bicha. La scultura è stata datata al VI secolo a.C. ed è conservata nel Museo archeologico nazionale di Spagna a Madrid fin dal 1910.
La Bicha è stata trovata nel sito di Majuelos non lontano dal centro di Balazote. Recenti scavi nella piana hanno rivelato una tomba di cui questo pezzo unico potrebbe essere pertinente. Nelle vicinanze sono stati scoperti anche importanti mosaici di una Villa romana.
Il pezzo non è scolpito interamente a tutto tondo; un angolo sembra essere bugnato e progettato per aderire a qualche luogo, come i leoni del Mausoleo di Pozo Moro. Potrebbe essere appartenuto a una tomba o a un tempio. È possibile che rappresenti un dio della fertilità, come le statue di toro con testa d'uomo utilizzate dai Greci per rappresentare le divinità fluviali che rendevano fertili i campi. Secondo A. García e Bellido, la Bicha rappresenta il dio fluviale greco Acheloo, a cui somiglia nelle monete siciliane. "Questa scultura è figlia dei Greci e, se vogliamo, nipote dei Fenici e pronipote della Mesopotamia", osservarono A. García e Bellido nel 1931.